# Jonathan M. Shiff Productions

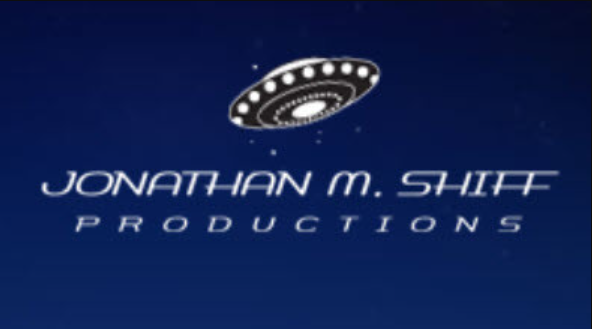
Logo della casa di produzione

La Jonathan M. Shiff Productions è una casa di produzione cinematografica australiana con sede a Melbourne, nello stato di Victoria.

## Storia
È stata fondata nel 1988 da Jonathan M. Shiff, il quale ne è direttore e produttore esecutivo.
Le sue opere vengono girate soprattutto in Australia; la casa di produzione è associata con Screen Australia e ZDF, e collabora strettamente con Network Ten.      
È conosciuta soprattutto per aver prodotto serie televisive come Ocean Girl,  H2O, Mako Mermaids - Vita da tritone e La biblioteca della magia.

## Opere
- Search for the World's Most Secret Animals (1989-1999)
- Johnson & Friends (1991)
- Kelly (1991)
- Blinky Bill (1993-2004)
- Priscilla, la regina del deserto (The Adventures of Priscilla, Queen of the Desert) (1994)
- Baby Bath Massacre (1994)
- Ocean Girl (1994-1998)
- Thunderstone (1999-2000)
- Cybergirl (2001-2002)
- Horace & Tina (2001)
- The Hoobs (2001)
- Legacy of the Silver Shadow (2002)
- Pirate Islands (2003)
- Geni per caso (2004)
- Scooter - Agente segreto (2005)
- H2O (2006-2010)
- Elephant Princess (2008-2009)
- Space Travel (2011)
- Alien Surf Girls (Lightning Point) (2012)
- Reef Doctors - Dottori a Hope Island (2013)
- Mako Mermaids - Vita da tritone (2013)
- The Bureau of Magical Things (2017)